# Picus xanthopygaeus
El pito culigualdo o pito de garganta rayada (Picus xanthopygaeus), es una especie de ave piciforme de la familia Picidae nativa del subcontinente Indio.

## Descripción
Es de tamaño mediano, de color verde, con la garganta rayada y las partes inferiores blanquecinas escamadas. Es verde en la parte superior con la rabadilla amarillenta y superciliares blancas. La corona es roja en los machos y negruzca en las hembras.